# Carl Oswald & Co.

Fabrik von Carl Oswald & Co. (vor 1900)

Carl Oswald & Co., auch Karl Oswald & Co. geschrieben, war eine Bronzeluster- und Metallwarenfabrik in Wien.

## Geschichte
Die ersten Anfänge reichen bis in das Jahr 1821 zurück. Der Begründer Johann Mayer, Bürger und Kupferschmiedmeister in Wien, hatte das Kupferschmiedgewerbe schwunghaft betrieben. Von ihm übernahm im Jahre 1844 Josef Klemm, ebenfalls Kupferschmiedmeister, das Geschäft und konnte durch Reisen in England, Deutschland, Frankreich und den Niederlanden seine Fachkenntnisse derart erweitern, dass er später Hoflieferant, kaiserlicher Rat und weiteres wurde.
Speziell bei den Reisen in England hatte er Gelegenheit, das Installations- und Wasserleitungsgeschäft zu erlernen, denn diese Art von Industrie wurde dort zuerst betrieben. Um seine Erfahrungen auszunützen, richtete er sein damaliges Geschäft darauf ein, und seine Leistungen in sanitäts-technischer Beziehung waren von besonderer Bedeutung.
Mangels männlicher Erben Klemms ging das Geschäft im Jahre 1889 an die Firma „Carl Oswald & Co.“ über und hatte unter Klemms Schüler Ingenieur Wlassack und zwei anderen, Carl Oswald und Arthur Pollak, große Dimensionen angenommen, indem neben dem Installationsgeschäft auch die Metallwarenfabrikation und speziell die Lustererzeugung aufgenommen wurde.

Inserat von Carl Oswald & Co. (um 1900)

Durch die örtlichen Verhältnisse bedingt, musste die damals in der Ungargasse bestehende Fabrik in ein eigens erbautes Etablissement in die Seidlgasse 23 im III. Bezirk Landstraße übersiedeln, welche mit großen, damals modernsten Maschinen eingerichtet wurde. Die Lusterfabrik wurde dort durch die Gesellschafter Carl Oswald und Arthur Pollak weitergeführt, die sowohl technisch als auch kaufmännisch tätig waren.
Die Fabrik arbeitete nicht nur für den Bedarf in Österreich, sondern auch im ausgedehnten Maße für das Ausland und hatte sich durch Einrichtungen von Hotels und öffentlichen Gebäuden hervorgetan. Darunter zählten das königlich kroatisch-slavonische Landes- und Nationaltheater in Agram, das Prager Palais der Assicurazioni Generali, der Sitzungssaal der österreichischen Sparcasse, die Gebäude der Wiener Freiwilligen Rettungsgesellschaft, der Bodencreditanstalt, der Grazer Wechselseitigen, die neuen Kasernen im Prater (Erzherzog-Albrecht-Kaserne und Erzherzog-Wilhelm-Kaserne) und Ende des 19. Jahrhunderts das große kaufmännische Vereinshaus in Linz.
Entwürfe, Zeichnungen usw. wurden im eigenen Atelier mit Zuziehung sowohl heimischer, als auch ausländischer Kapazitäten des Kunstgewerbes angefertigt. Um 1900 unterhielt die Firma Filialen in Budapest, Prag, Triest und Brünn.
Dem Inhaber Arthur Pollak wurde der k.u.k. Hoflieferantentitel verliehen.